# Santa Cecilia (Vallespinoso de Aguilar)

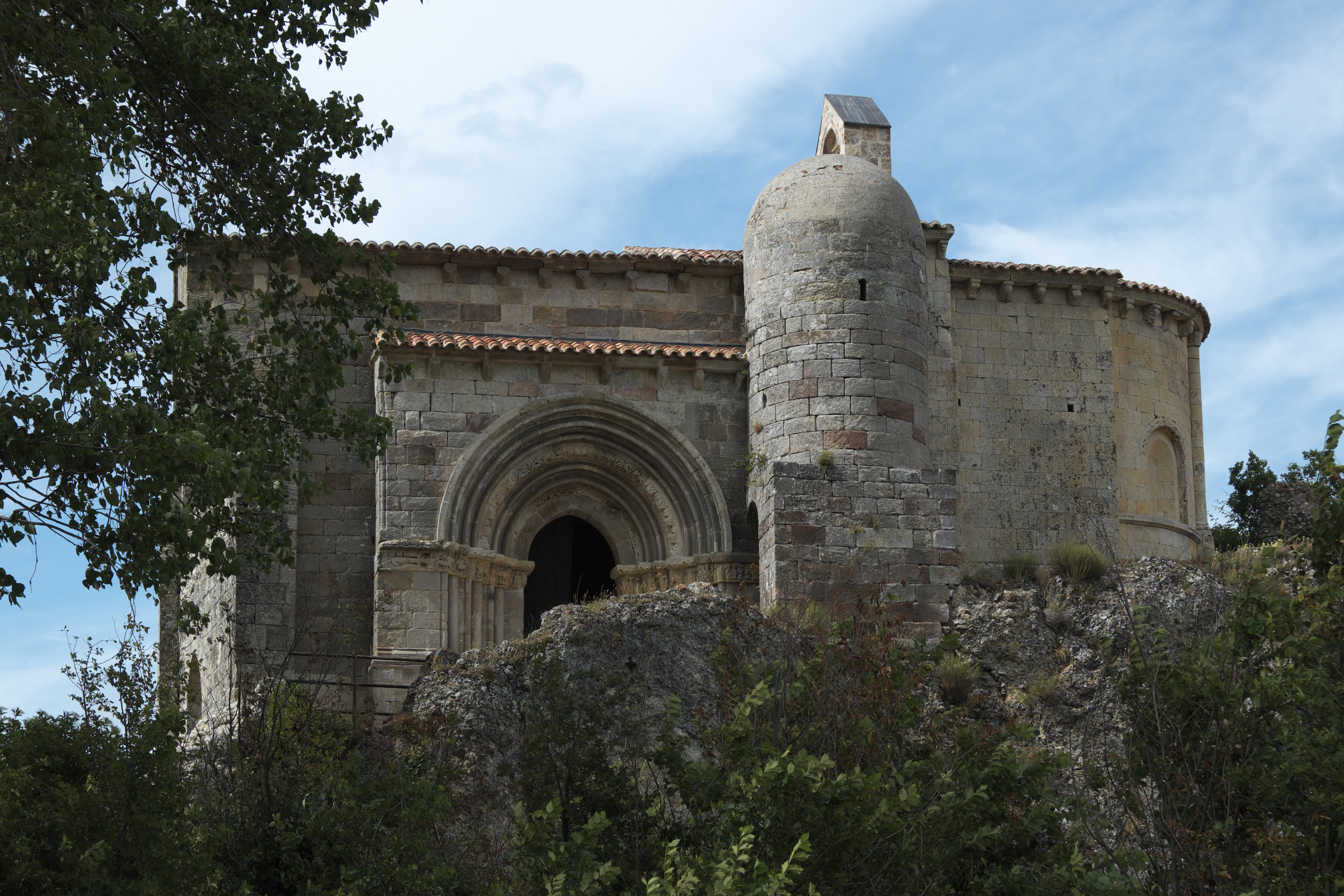
Santa Cecilia, Ansicht von Süden

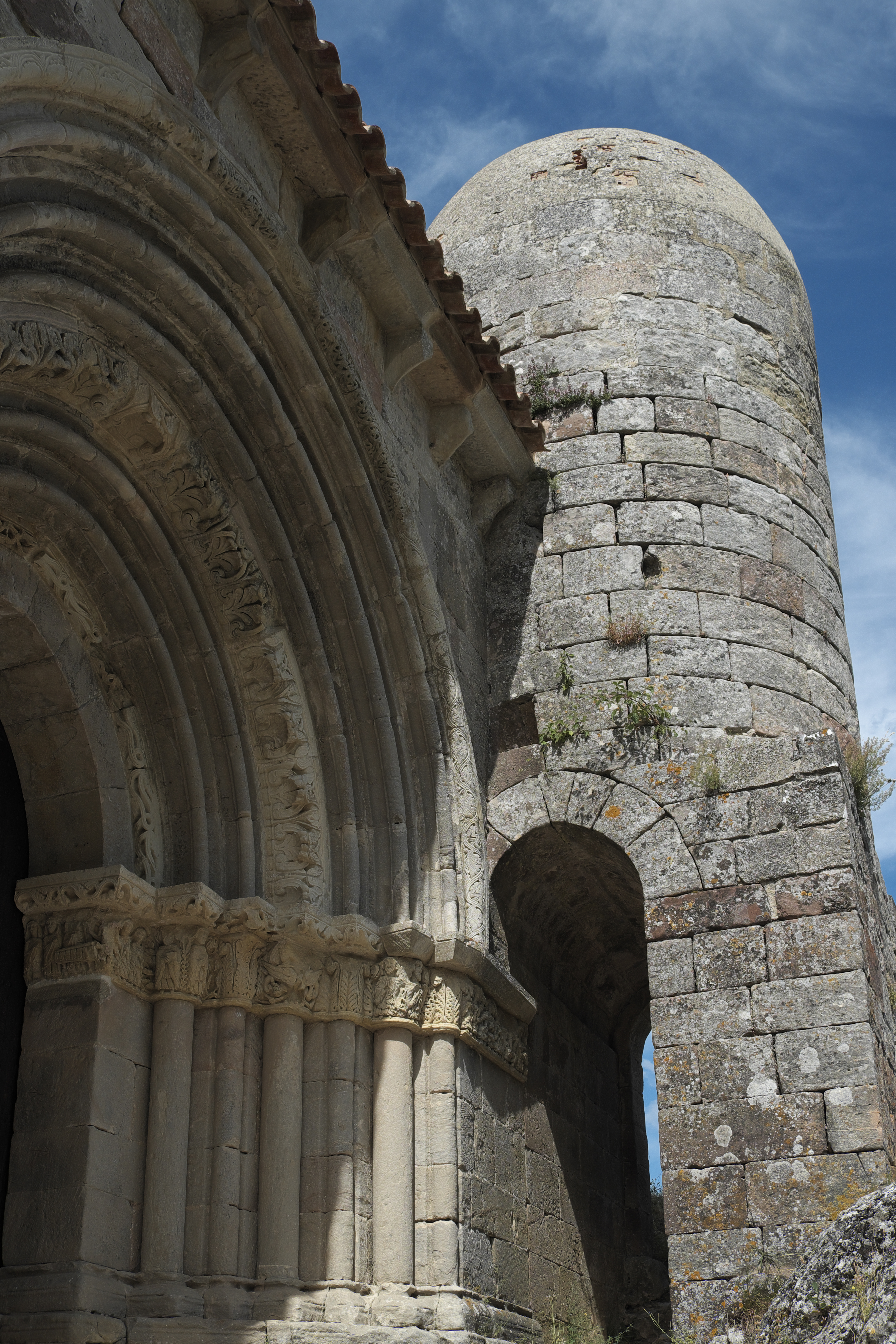
Portal und Rundturm an der Südfassade

Die Kirche Santa Cecilia in Vallespinoso de Aguilar, einem Ort in der Gemeinde Aguilar de Campoo in der Provinz Palencia der spanischen Autonomen Region Kastilien-León, wurde Ende des 12. oder zu Beginn des 13. Jahrhunderts auf einer felsigen Anhöhe errichtet. 1951 wurde die romanische Kirche zum Baudenkmal (Bien de Interés Cultural) erklärt.

## Geschichte
Die unter dem Patrozinium Cäcilia stehende Kirche wurde 1345 erstmals in einem Verzeichnis der Diözese Palencia erwähnt. Nach dem Bau der Pfarrkirche von Vallespinoso de Aguilar diente Santa Cecilia zunächst als Einsiedelei und verfiel nach und nach. 1958 wurde die Kirche, die heute nicht mehr für den Gottesdienst genutzt wird, restauriert. Die Dächer, die Nordwand und die Westfassade wurden neu aufgebaut, wobei man zum großen Teil die alten Steine wiederverwendete. Der Rundturm an der Südseite wurde mit einer Kuppel gedeckt.

## Architektur

### Außenbau

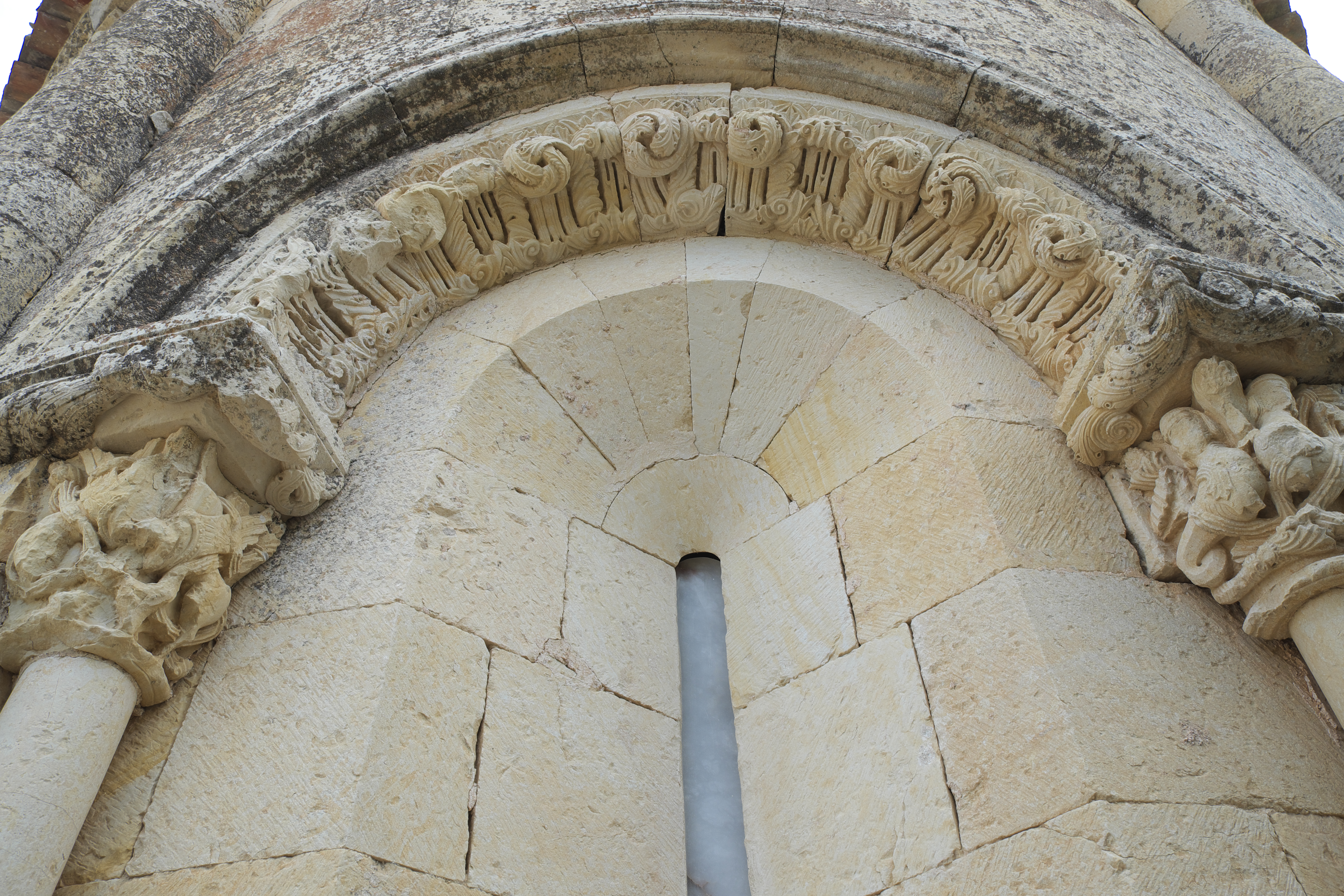
Apsisfenster

Die Kirche ist aus regelmäßig behauenem Sandstein errichtet. Zwischen Langhaus und Chor erhebt sich ein offener Glockenturm (Espadaña). An die Südfassade schließt sich neben dem Portal ein Rundturm an, der auf einem quadratischen, 4,50 Meter hohen Unterbau aufliegt. Die Funktion dieses Turmes ist nicht eindeutig geklärt, vielleicht diente er zur Verteidigung. In seinem Inneren verläuft eine nur mit einer Leiter erreichbare Wendeltreppe, die zum Glockenturm führt.

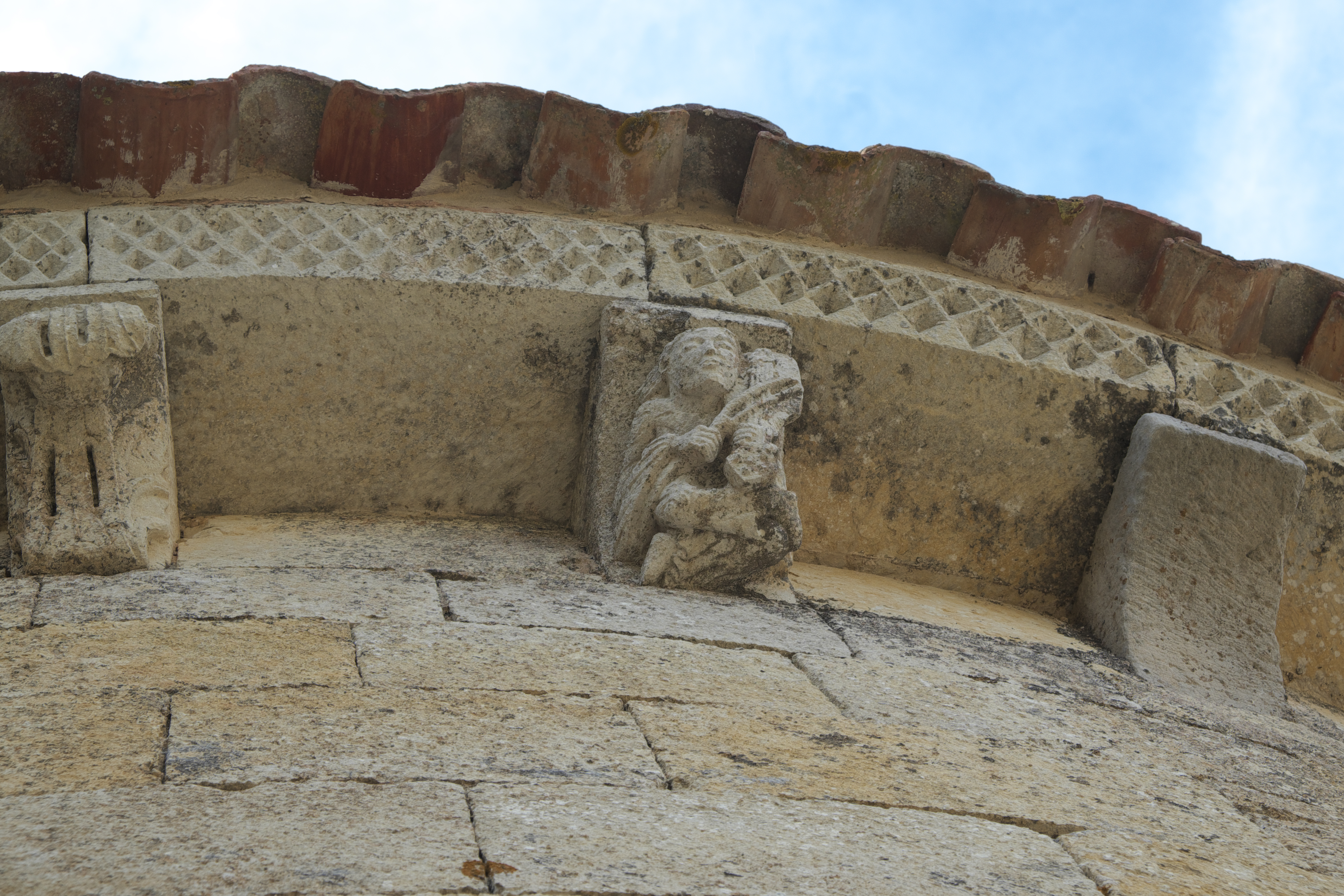
Kragsteine

Ein steiler, überwölbter Durchgang im Untergeschoss des Rundturmes ermöglicht den Zugang zur Außenseite der Apsis. Zwei Dreiviertelsäulen gliedern die Apsis in drei von je einem Rundbogenfenster durchbrochene Felder. Die Archivolten der Fenster sind mit einem Fries von eingerollten Blättern und ineinanderverschlungenen Blattranken verziert. Auf den beiden Kapitellen des mittleren Apsisfensters sind geflügelte Löwen und Harpyien mit phrygischen Mützen zu erkennen. Unter dem Dachansatz der Apsis verläuft ein Gesims, das von Kragsteinen mit Tier- und Menschendarstellungen getragen wird.

### Portal
In einem schmalen, überdachten Vorbau an der Südfassade öffnet sich das Portal. Es wird von sechs Archivolten umgeben, die mit Rundstäben verziert sind. Die dritte Archivolte ist mit einem Blattdekor versehen. Die Kämpfer und die Kapitelle der Säulen, auf denen die Archivolten aufliegen, weisen ein reiches Bildprogramm auf.

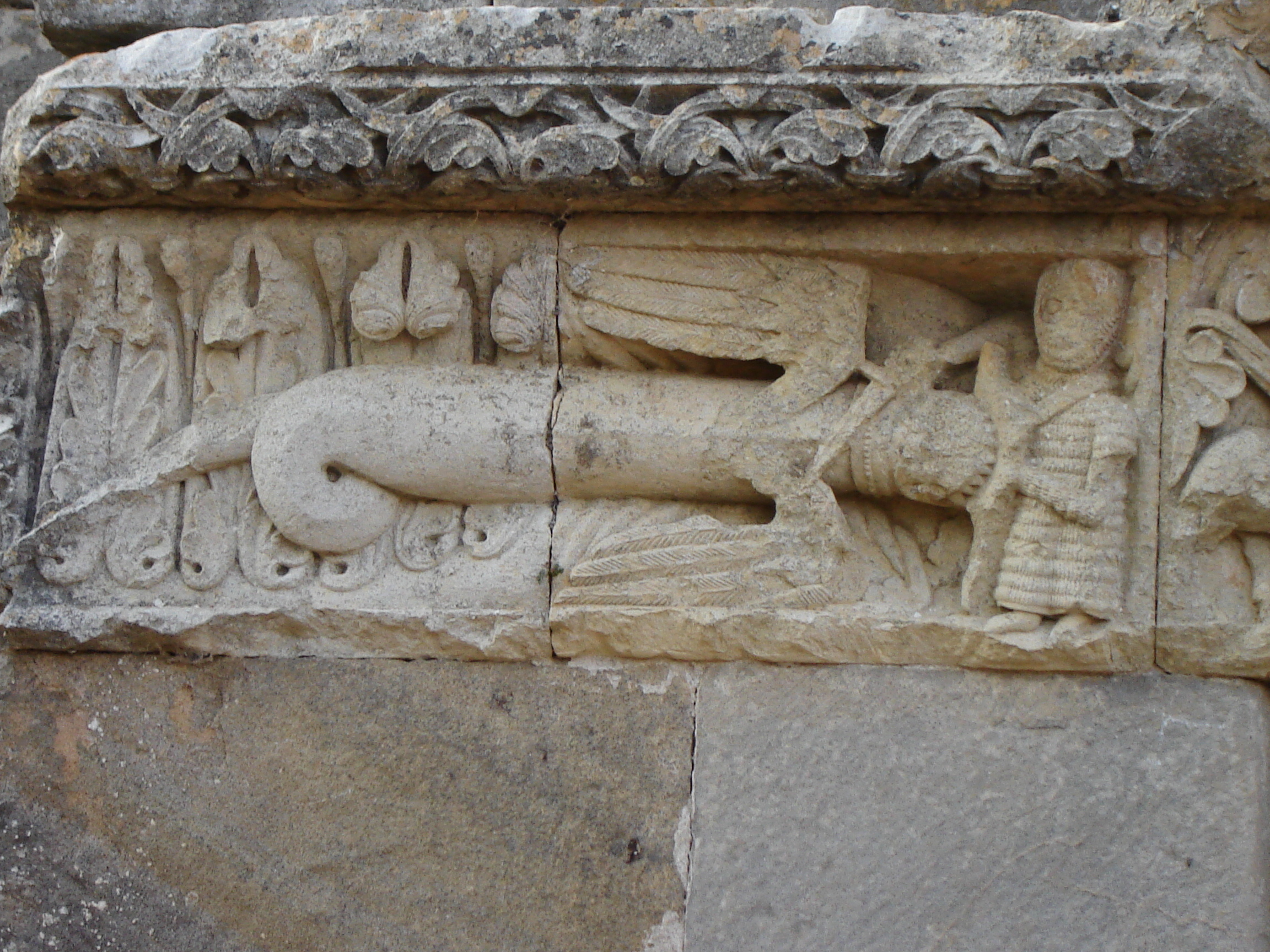
Kampf eines Ritters mit einem Drachen

Auf der linken Seite beißt ein Drachen in den Schild eines mit einem Kettenhemd bekleideten Ritters, dieser stößt sein Schwert in den Körper des Drachen. Auf den anschließenden Kapitellen sind zwei kämpfende Kentauren und geflügelte Schlangen zu sehen. Es folgt die Darstellung eines nackten Mannes mit einem Strick um den Hals, an dem ein Geldbeutel hängt und an dem ein Teufel zieht, eine Szene, die den Geiz vor Augen führen soll. Das nächste Kapitell zeigt einen Sterbenden auf dem Totenbett, dem ein Priester ein aufgeschlagenes Buch hinhält, dahinter schwebt ein Engel mit ausgebreiteten Flügeln. Der Kämpfer über dem Pfosten, der den innersten Bogenlauf des Portals trägt, hat die Seelenwägung zum Thema. Der Erzengel Michael wiegt eine Seele, während ein Teufel versucht, eine Waagschale nach unten zu ziehen.
Auf dem Kämpfer der rechten Seite werden die drei Marien mit Salbgefäßen in den Händen am Grab Jesu dargestellt. Ein Engel weist auf das leere Grab. Seitlich stehen ein Mann und eine Frau, beide mit faltenreichen Umhängen bekleidet. Auf dem folgenden Kapitell sind zwei Personen mit ähnlicher Kleidung und einem Buch in der Hand dargestellt. Drei Kapitelle sind mit an den Spitzen eingerollten Blättern verziert, ein anderes mit einem Harpyienpaar. Ein weiteres Kapitell zeigt zwei bärtige Figuren, eine Figur, vielleicht der Apostel Petrus, hält zwei große Schlüssel in den Händen. An die Kapitelle schließt sich auf der rechten Seite des Portals ein Relief mit der Darstellung von neun Personen an, vermutlich ein nicht mehr vollständiger Zyklus der Monatsbilder.

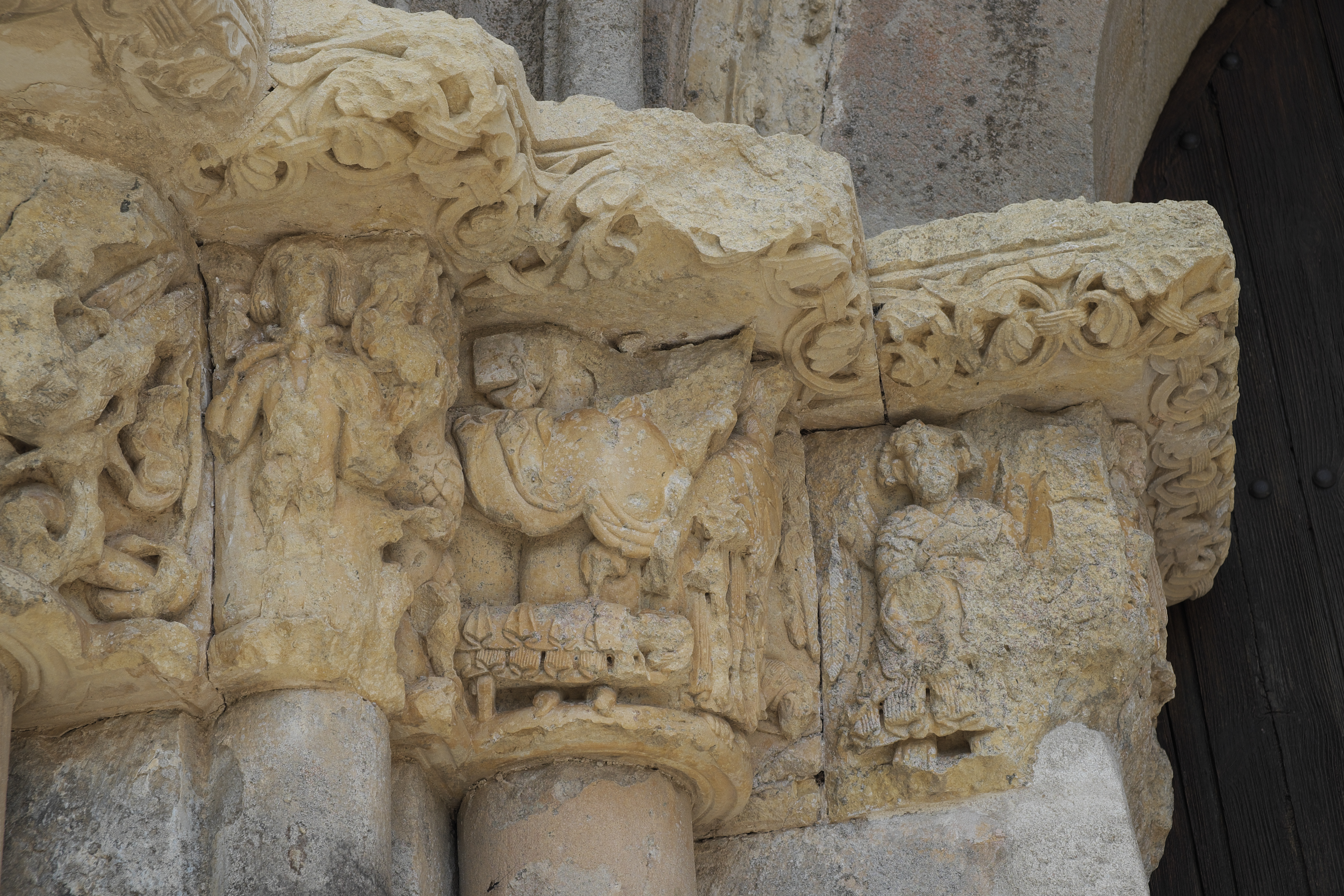
Darstellung des Geizes, Seelenwägung
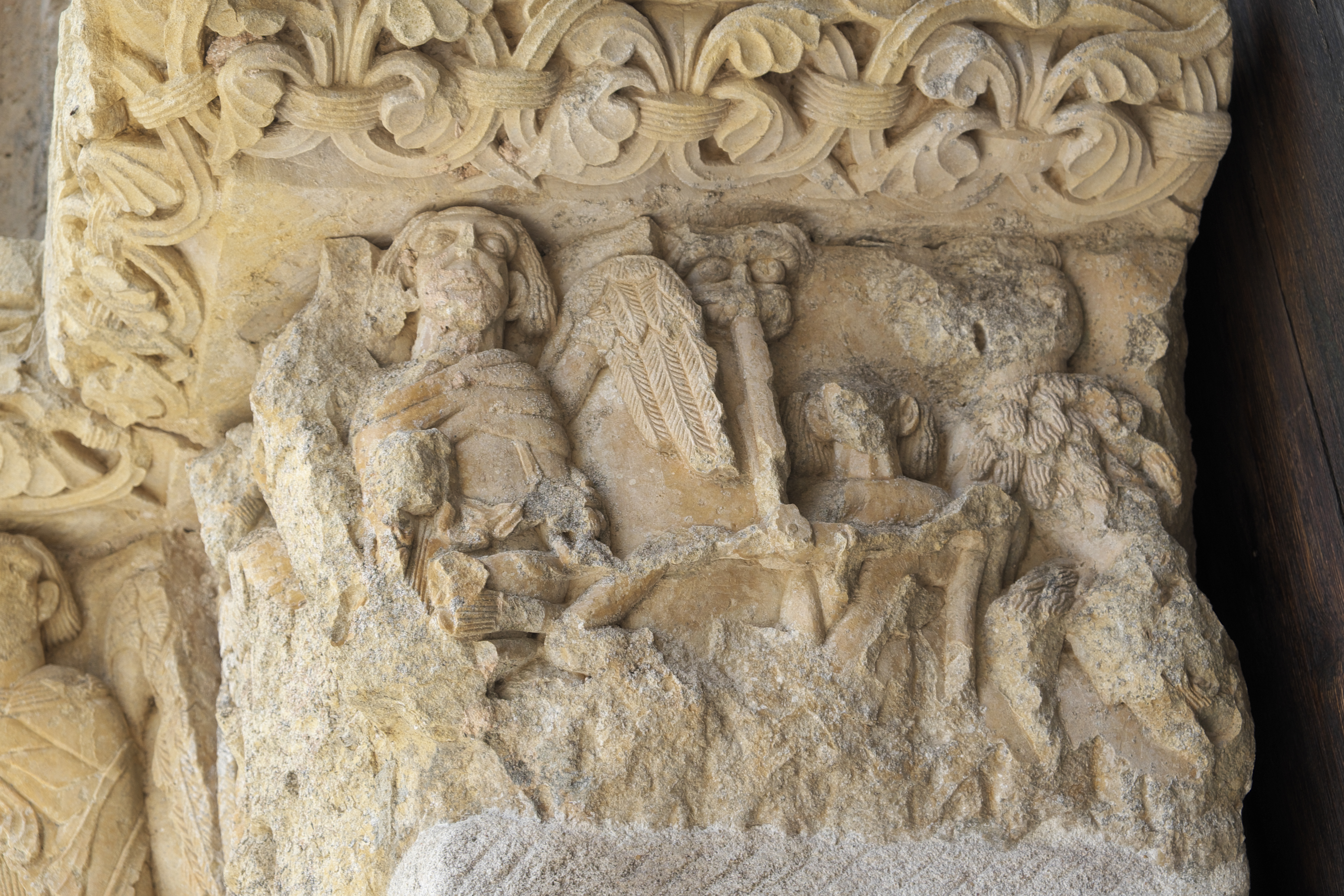
Seelenwägung
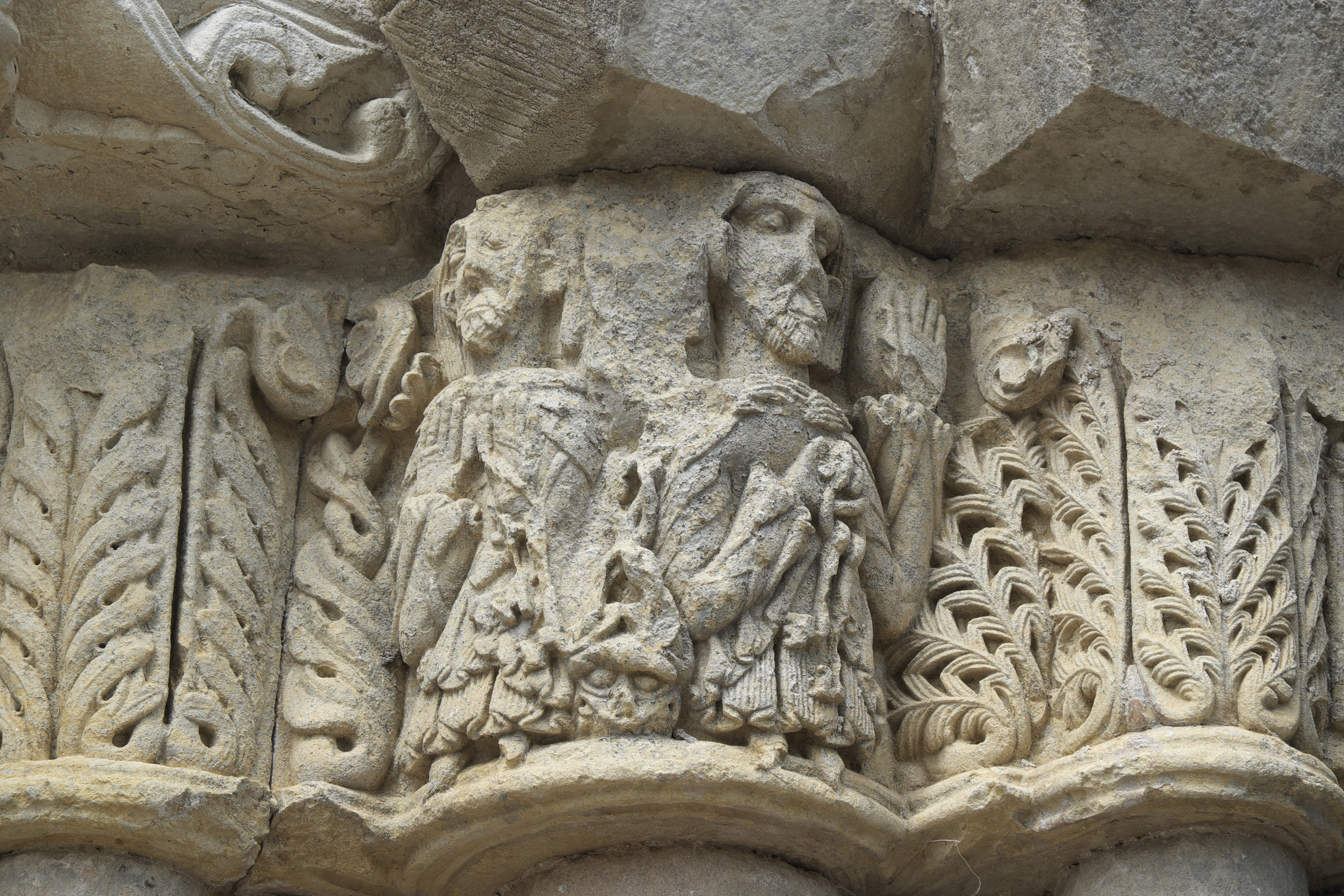
Zwei bärtige Figuren
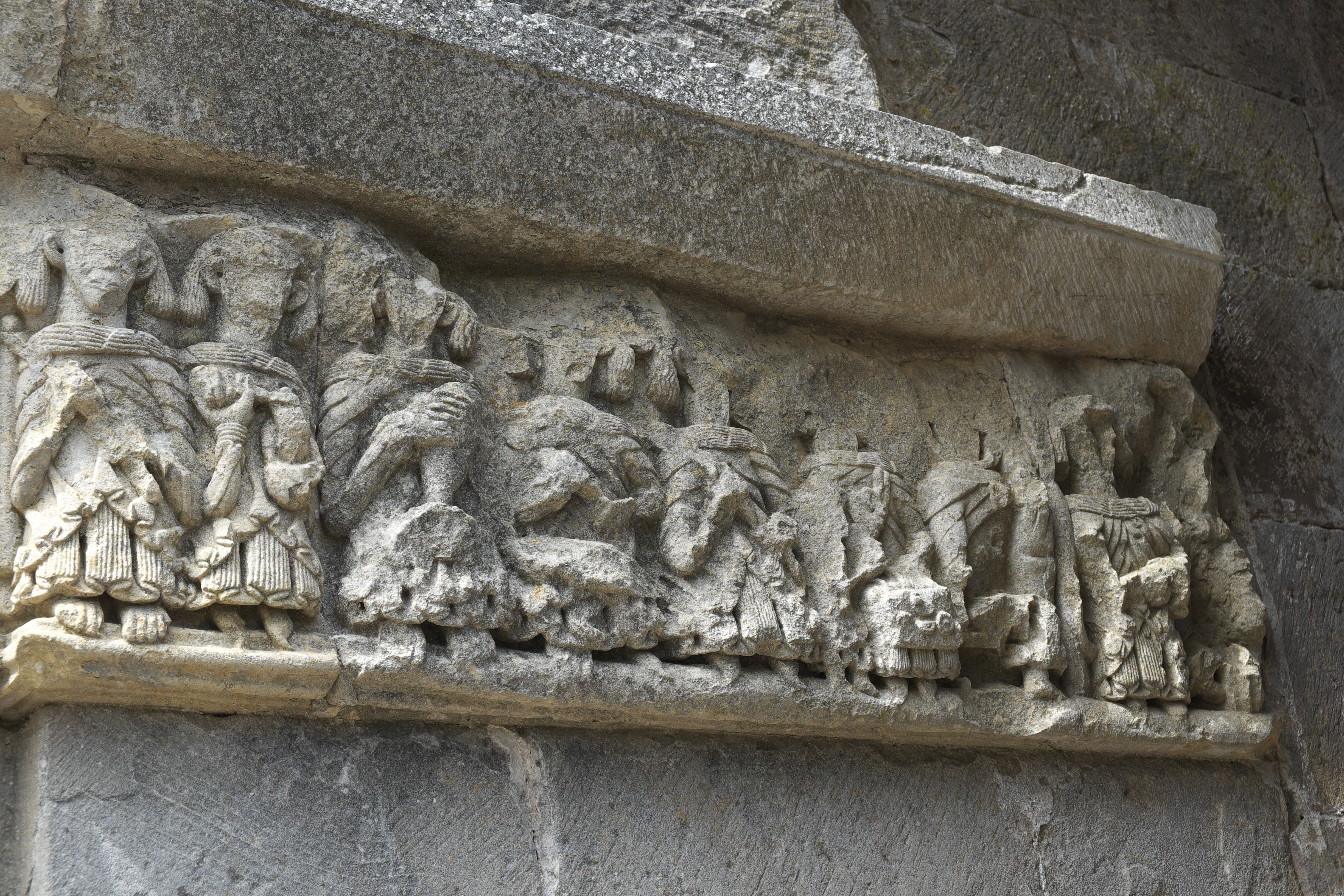
Relief mit dem Zyklus der Monatsbilder

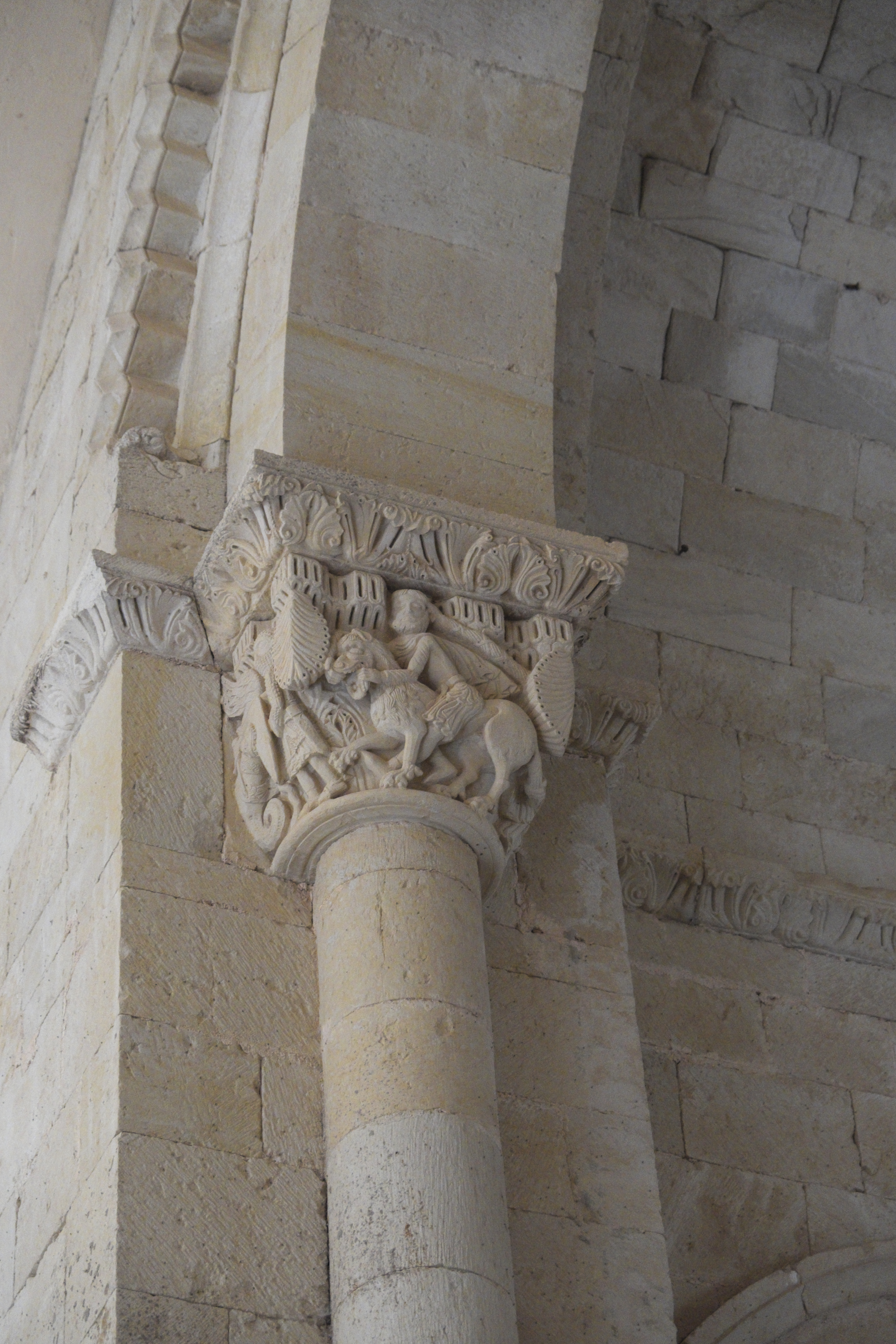
Samsons Kampf mit dem Löwen

### Innenraum

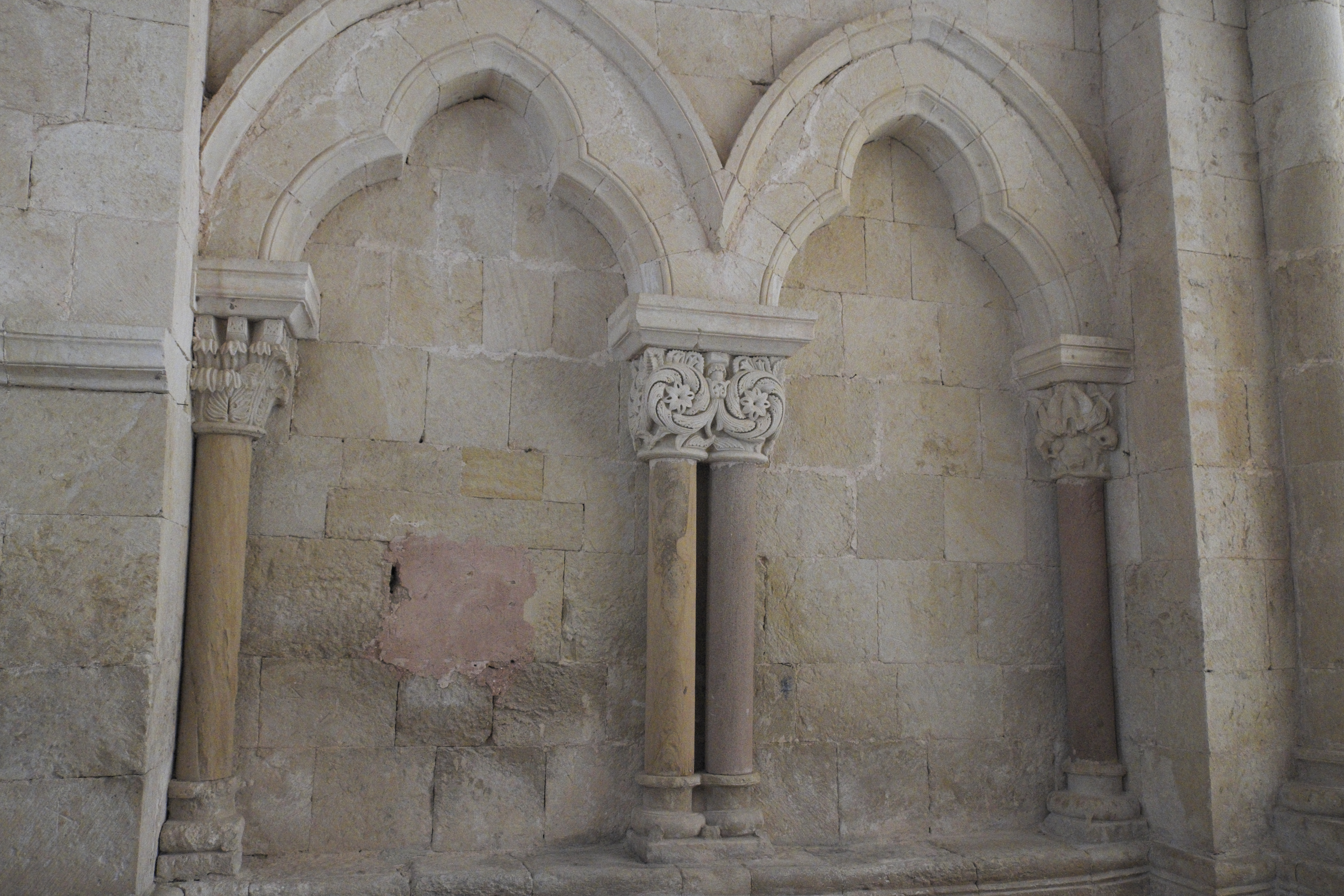
Blendarkaden im Chor

Das einschiffige Langhaus mündet im Osten in einen Chor mit halbrunder Apsis. Sechs Stufen sind notwendig, um den großen Höhenunterschied, bedingt durch den felsigen Untergrund, zwischen Schiff und Chor zu überwinden, weitere drei Stufen führen zur Apsis. Der zugespitzte Triumphbogen, der durch einen weiteren gezackten Bogen verdoppelt wird, ruht auf Säulen, deren Basen auf hohen Sockeln stehen. Die Sockel setzen sich an den Wänden des Chorraums als Bänke fort, über denen Blendarkaden mit Dreipassbögen verlaufen. Diese liegen in der Mitte auf Doppelsäulen mit figürlichen Kapitellen auf, die allerdings stark beschädigt sind. Die Kapitelle am Triumphbogen sind ebenfalls mit figürlichen Szenen skulptiert und die Kämpfer mit Blattwerk verziert. Das Kapitell der rechten Seite stellt ein Greifenpaar dar, das der linken Seite den heiligen Georg, der den Drachen tötet, und den Kampf Samsons mit dem Löwen.